# 11574 d’Alviella
A 11574 d'Alviella (ideiglenes jelöléssel 1994 BP3) a Naprendszer kisbolygóövében található aszteroida. Eric Walter Elst fedezte fel 1994. január 16-án.